# Thomas Jane
Thomas Jane, właściwie Thomas Elliott III (ur. 22 lutego 1969  w Baltimore) – amerykański aktor, reżyser i producent filmowy. Za rolę Raya Dreckera w serialu HBO Wyposażony (Hung, 2009–2011) był trzykrotnie nominowany do nagrody dla najlepszego aktora do Złotego Globu.

## Życiorys

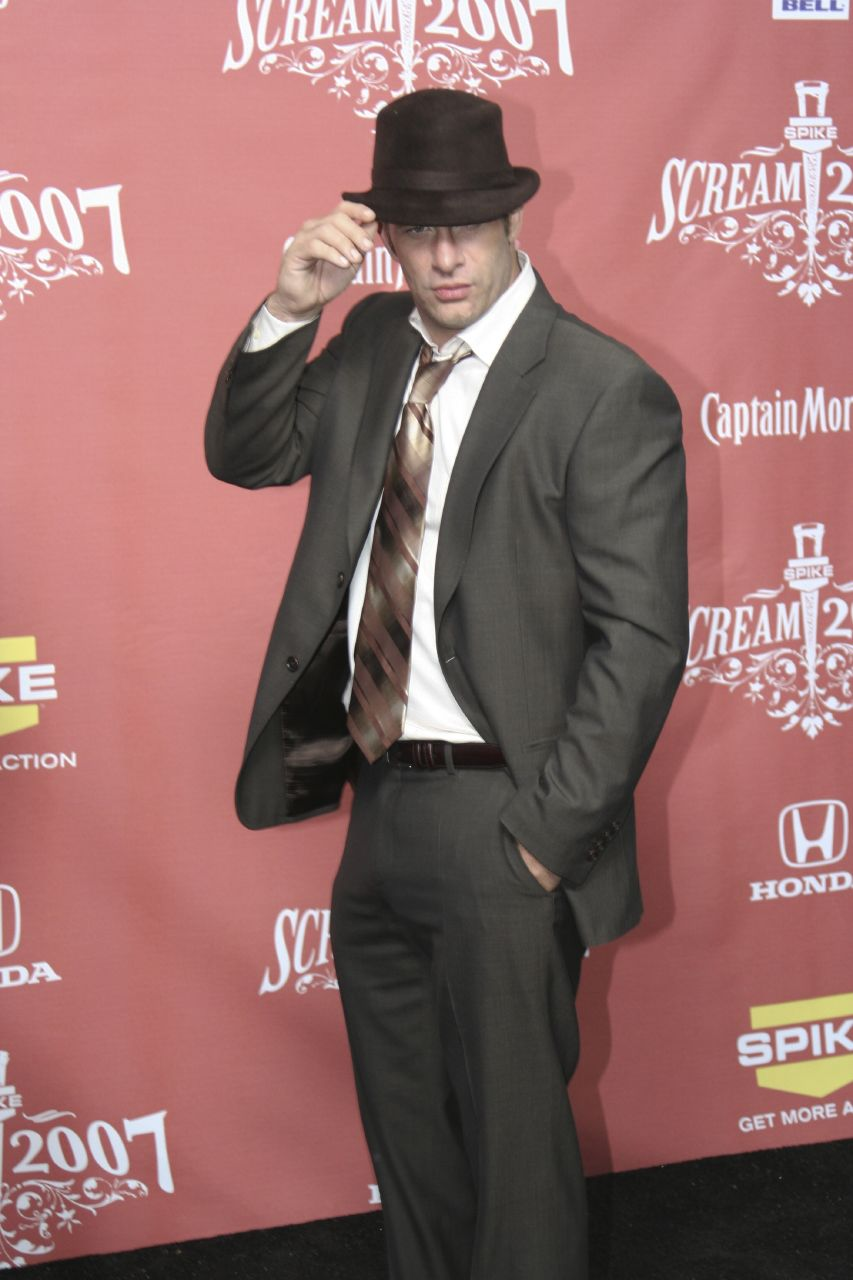
Thomas Jane podczas gali wręczenia nagród Scream (2007)

### Wczesne lata
Urodził się w Baltimore w stanie Maryland, jako syn sprzedawczyni antyków Cynthii (Jane) i inżyniera genetycznego Michaela Elliotta. Jego rodzina miała pochodzenie irlandzkie, szkockie, włoskie i niemieckie.
W 1987 ukończył Thomas Sprigg Wootton High School w hrabstwie Montgomery. Będąc jeszcze w liceum, w wieku 17 lat został dostrzeżony przez indyjskich producentów w musicalu Romeo i Julia, inspirowanym Bollywood.

### Kariera
W 1986 w Madrasie w Indiach zadebiutował w filmie Padamati Sandhya Ragam. Był to pierwszy w historii film telugu, w którym główną rolę zagrał aktor amerykański. W roku 1999 zagrał w Piekielnej głębi (Deep Blue Sea) obok Samuela L. Jacksona i Stellana Skarsgårda. Uczył się aktorstwa w Lee Strasburg Theatre Institute w Hollywood. Występował na scenie w sztuce Szklana menażeria autorstwa Tennessee Williamsa (2000) jako Tom Wingfield w Laguna Playhouse (2000), Tylko moi synowie (All My Sons) jako Chris w Odyssey Theater, Does a Tiger Wear a Necktie? w Baltimore Center Stage, Pastels w Studio Theater, Strange Snow w Sal Romeo Theatre, Idiota Fiodora Dostojewskiego w Whitefire Theater, Jews without Money w Whitefire Theater oraz Roy's Coffee Shop w Road Theater. Pojawił się także w teledysku rapera LL Cool J „Deepest Bluest” (1999).
W 2004 obsadzono go w tytułowej roli w filmie sensacyjnym Punisher, będącym rebootem filmu pod tym samym tytułem z roku '89, w którym w głównej roli zobaczyć można było Dolpha Lundgrena. W biograficznym kryminale Stander (2003) odegrał realną postać policjanta-kryminalisty Andre Standera.
Ponadto pojawił się w filmach: Boogie Nights (1997), Cienka czerwona linia (The Thin Red Line, 1998), Bez twarzy (Face/Off, 1997), Podejrzany (Under Suspicion, 2000), Ostrożnie z dziewczynami (The Sweetest Thing, 2002), Grzeszna miłość (Original Sin, 2001), Łowca snów (Dreamcatcher, 2003), Rzeź (The Tripper, 2007), Kruk 2: Miasto Aniołów (The Crow: City of Angels, 1996) i Mgła (The Mist, 2007). Gościnnie wystąpił w serialach tv Zack i Reba, Buffy, postrach wampirów oraz Medium.
W 2009 wyreżyserował utrzymany w stylistyce noir dreszczowiec Mroczna kraina (The Dark Country), w którym pojawił się także w roli głównej, jako Dick, oraz który wyprodukował.
Był na okładkach magazynów takich jak „Men’s Health”, „Men’s Fitness” i „Da Man”.

## Życie prywatne
19 grudnia 1989 poślubił aktorkę Ayshę Hauer, córkę Rutgera Hauera. Zagrali razem w wielu filmach, zanim rozwiedli się w roku 1995. W latach 1998–2001 był zaręczony z brytyjską aktorką i piosenkarką Olivią d’Abo. W 2001 za pośrednictwem wspólnych znajomych poznał aktorkę Patricią Arquette, z którą się związał od roku 2002. Ich córka, Harlow Olivia Calliope, urodziła się 20 lutego 2003. Jane i Arquette wzięli ślub 24 czerwca 2006 w Palazzo Contarini del Bovolo w Wenecji. Jednak w styczniu 2009 Arquette złożyła pozew o rozwód z Jane ze względu na różnice nie do pogodzenia. Para wkrótce się pogodził i 9 lipca 2009 Arquette złożyła petycję o rezygnacji rozwodu. Jednak 13 sierpnia 2010 roku, przedstawiciel Jane ogłosiła, że Jane i Arquette zdecydowali o przystąpieniu do rozwodu. Rozwód został sfinalizowany 1 lipca 2011. Oboje otrzymali wspólną opiekę nad dzieckiem. Spotykał się z Bai Ling (2001), Natalie Zeą (2009) i Demi Moore (2012).

## Filmografia

### Filmy fabularne
| Rok  | Tytuł                                                    | Rola                           | Reżyser                       |
| ---- | -------------------------------------------------------- | ------------------------------ | ----------------------------- |
| 1986 | Padamati Sandhya Ragam                                   | Chris                          | Jandhyala Subramanya Sastry   |
| 1992 | I'll Love You Forever... Tonight                         | Hustler                        | Edgar Michael Bravo           |
| 1992 | Buffy: Postrach wampirów (Buffy the Vampire Slayer)      | Zeph                           | Fran Rubel Kuzui              |
| 1992 | Nemesis                                                  | Billy                          | Albert Pyun                   |
| 1994 | At Ground Zero                                           | Thomas Quinton Pennington      | Craig Schlattman              |
| 1996 | Kruk 2: Miasto Aniołów (The Crow: City of Angels)        | Nemo                           | Tim Pope                      |
| 1997 | Bez twarzy (Face/Off)                                    | Burke Hicks                    | John Woo                      |
| 1997 | Życie na krawędzi (The Last Time I Committed Suicide)    | Neal Cassady                   | Stephen Kay                   |
| 1997 | Boogie Nights                                            | Todd Parker                    | Paul Thomas Anderson          |
| 1997 | Prywatne śledztwo (Hollywood Confidential)               | Lee                            | Reynaldo Villalobos           |
| 1998 | Cienka czerwona linia (The Thin Red Line)                | szeregowy Ash                  | Terrence Malick               |
| 1998 | Zack i Reba (Zack and Reba)                              | Sparky Stokes                  | Nicole Bettauer               |
| 1998 | Zakochany Valentino (The Velocity of Gary)               | Gary                           | Dan Ireland                   |
| 1998 | Czwartek (Thursday)                                      | Casey                          | Skip Woods                    |
| 1999 | Piekielna głębia (Deep Blue Sea)                         | Carter Blake                   | Renny Harlin                  |
| 1999 | Molly                                                    | Sam                            | John Duigan                   |
| 1999 | Magnolia                                                 | młody Jimmy Gator              | Paul Thomas Anderson          |
| 1999 | Junk (Junked)                                            | Switch                         | Lance Lane                    |
| 2000 | Podejrzany (Under Suspicion)                             | detektyw Felix Owens           | Stephen Hopkins               |
| 2001 | Grzeszna miłość (Original Sin)                           | Billy / Walter Downs/ Mephisto | Michael Cristofer             |
| 2001 | Eden                                                     | Dov                            | Amos Gitai                    |
| 2001 | 61* (TV-HBO)                                             | Mickey Mantle                  | Billy Crystal                 |
| 2002 | Ostrożnie z dziewczynami (The Sweetest Thing)            | Peter Donahue                  | Roger Kumble                  |
| 2003 | Łowca snów (Dreamcatcher)                                | Henry                          | Lawrence Kasdan               |
| 2003 | Stander                                                  | Andre Stander                  | Bronwen Hughes                |
| 2004 | Punisher                                                 | Frank Castle                   | Jonathan Hensleigh            |
| 2006 | Rzeź (The Tripper)                                       | Buzz Hall                      | David Arquette                |
| 2007 | Mgła (The Mist)                                          | David Drayton                  | Frank Darabont                |
| 2008 | The Butler's in Love (film krótkometrażowy)              | Butler                         | David Arquette                |
| 2008 | Kroniki mutantów (Mutant Chronicles)                     | sierżant Mitch Hunter          | Simon Hunter                  |
| 2008 | Killshot                                                 | Wayne                          | John Madden                   |
| 2009 | Zgotuj im piekło, Malone (Give 'Em Hell, Malone)         | Malone                         | Russell Mulcahy               |
| 2009 | Mroczna kraina (Dark Country)                            | Dick / Bloodyface              | Thomas Jane (także producent) |
| 2010 | DC Showcase: Jonah Hex (film krótkometrażowy)            | Jonah Hex (głos)               | Joaquim Dos Santos            |
| 2010 | Scott Pilgrim kontra świat (Scott Pilgrim vs. the World) | Vegan policjant                | Edgar Wright                  |
| 2011 | I Melt with You                                          | Richard                        | Mark Pellington               |
| 2012 | The Punisher: Dirty Laundry                              | Frank Castle/The Punisher      | Phil Joanou                   |
| 2012 | LOL (LOL: Laughing Out Loud)                             | Allen                          | Liza Azeulos                  |
| 2012 | Syriusz (Sirius)                                         | Narrator                       | Amar Kaleka                   |
| 2012 | Kroniki lombardu (Pawn Shop Chronicles)                  | mężczyzna                      | Wayne Kramer                  |
| 2012 | Buttwhistle                                              | Grumisch                       | Tenney Fairchild              |
| 2014 | Biały ptak w zamieci (White Bird in a Blizzard)          | detektyw Scieziesciez          | Gregg Araki                   |
| 2014 | Heavenly Sword. Niebiański Miecz (Heavenly Sword)        | Loki (głos)                    | Gun Ho Jung                   |
| 2014 | Motywacja (Reach Me)                                     | Wolfie                         | John Herzfeld                 |
| 2014 | Drive Hard                                               | Peter Roberts                  | Brian Trenchard-Smith         |
| 2015 | Vice: Korporacja zbrodni (Vice)                          | Roy                            | Brian A. Miller               |
| 2015 | Into the Grizzly Maze                                    | Beckett                        | David Hackl                   |
| 2015 | Ujarzmione konie (Broken Horses)                         | Gabriel Heckum                 | Vidhu Vinod Chopra            |
| 2016 | Standoff                                                 | Carter                         | Adam Alleca                   |
| 2016 | The Veil                                                 | Jim Jacobs                     | Phil Joanou                   |
| 2016 | Zanim się obudzę (Before I Wake)                         | Mark Hobson                    | Mike Flanagan                 |
| 2016 | The World's Biggest Asshole (film krótkometrażowy)       | Coleman F. Sweeney             |                               |
| 2016 | USS Indianapolis: Men of Courage                         | Wilbur C. „Chuck” Gwinn        | Mario Van Peebles             |
| 2017 | Gorące letnie noce (Hot Summer Nights)                   | sierżant Frank Calhoun         | Elijah Bynum                  |
| 2017 | 1922                                                     | Wilfred Leland James           | Zak Hilditch                  |
| 2018 | Predator (The Predator)                                  | Baxley                         | Shane Black                   |
| 2018 | A.X.L.                                                   | Chuck Hill, ojciec Miles Hill  | Oliver Daly                   |
| 2019 | Nocny patrol (Crown Vic)                                 | Ray Mandel                     | Joel Souza                    |

### Seriale TV
| Rok       | Film                                   | Rola                          |
| --------- | -------------------------------------- | ----------------------------- |
| 1995      | Wysoka fala (High Tide)                | Barry                         |
| 2004      | Bogaci bankruci (Arrested Development) | w roli samego siebie          |
| 2006      | Medium                                 | Clay Bicks                    |
| 2009–2011 | Wyposażony (Hung)                      | Ray Drecker                   |
| 2015      | Texas Rising                           | James Wykoff                  |
| 2015      | The Expanse                            | Josephus „Joe” Aloisus Miller |

## Nagrody i nominacje
| Rok  | Nagroda                           | Kategoria                                                    | Film / Serial                | Rezultat  |
| ---- | --------------------------------- | ------------------------------------------------------------ | ---------------------------- | --------- |
| 1998 | Nagroda Gildii Aktorów Ekranowych | Wybitna kreacja obsady                                       | Boogie Nights (1997)         | Wygrana   |
| 1999 | Nagroda Satelita                  | Wybitna kreacja obsady                                       | Cienka czerwona linia (1998) | Wygrana   |
| 2010 | Nagroda Satelita                  | Najlepszy aktor w serialu telewizyjnym - musical lub komedia | Wyposażony                   | Nominacja |
| 2010 | Złoty Glob                        | Najlepszy aktor w serialu komediowym lub muzycznym           | Wyposażony                   | Nominacja |
| 2011 | Złoty Glob                        | Najlepszy aktor w serialu komediowym lub muzycznym           | Wyposażony                   | Nominacja |
| 2012 | Złoty Glob                        | Najlepszy aktor w serialu komediowym lub muzycznym           | Wyposażony                   | Nominacja |